# Grzegorz Mazurek

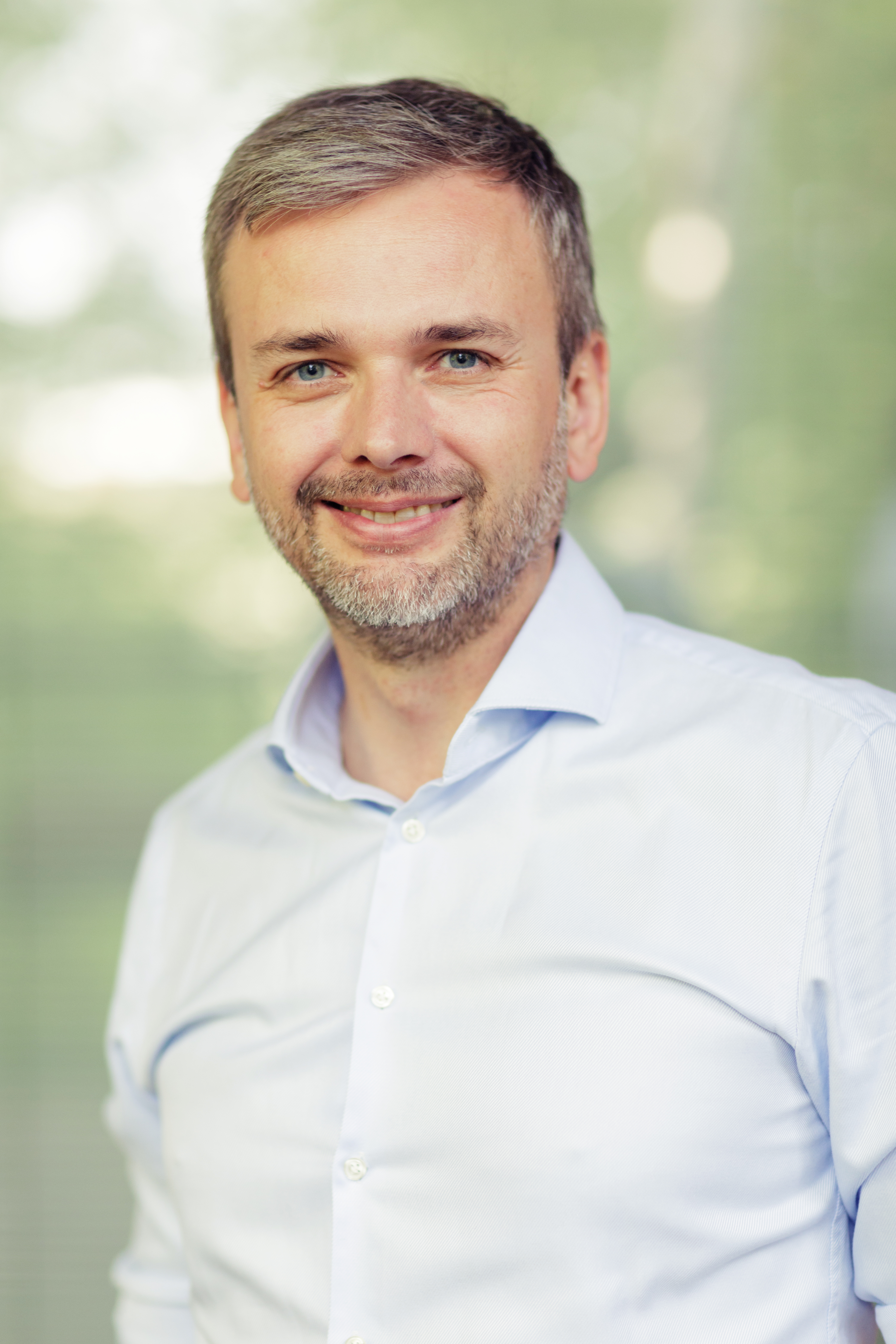
Prof. dr hab. Grzegorz Mazurek

Grzegorz Mazurek (ur. 27 grudnia 1976 w Przemyślu) – rektor Akademii Leona Koźmińskiego na kadencję 2020–2024 oraz 2024-2028, teoretyk i praktyk zarządzania i marketingu, profesor nauk społecznych, pracownik naukowy w Katedrze Marketingu ALK, dyrektor Centrum Badań Transformacji Cyfrowej Gospodarki i Społeczeństwa – CYBERMAN. Członek Board of Trustees EFMD oraz EQUIS Accreditation Board. 

## Osiągnięcia i dorobek naukowy
Odbył staże naukowe m.in. w Hiszpanii (IESE Business School) oraz Holandii (Tilburg University). Był profesorem wizytującym w takich ośrodkach jak m.in.: ESCP Europe, SKEMA Business School i École de Management de Normandie (Francja), ISCTE (Portugalia), Nottingham Trent University (Wlk. Brytania), Soongsil University (Korea Płd.), Universidad del Pacifico (Peru), Univeristy of Reykjavik (Islandia). Jest profesorem wizytującym ISC Paris, był też ekspertem komisji akredytacyjnej AQ Austria (Die Agentur für Qualitätssicherung und Akkreditierung Austria).
W latach 2016–2018 członek Rady ds. Cyfryzacji przy Minister Cyfryzacji Annie Streżyńskiej. W kadencji 2020–2024 członek dwóch Komisji Konferencji Rektorów Akademickich Szkół Polskich (KRASP): Komisji ds. Innowacyjności i Współpracy z Gospodarką oraz Komisji ds. Organizacyjnych i Legislacyjnych. W latach 2016–2020 członek Komisji ds. Współpracy Międzynarodowej KRASP. Od 2018 roku jest członkiem EFMD Advisory Board dla regionu Europy Środkowo-Wschodniej. Od 2020 roku Prezydent International Advisory Board ISC Paris oraz członek International Advisory Boards Corvinus University of Budapest, WirtschaftsUniversität Wien oraz sUniversity of Maribor, Faculty of Economics and Business. W 2023 wybrano go z ramienia KRASP do Rady ds. innowacji (EUA Expert Group on Innovation) w ramach Europejskiego Stowarzyszenia Uniwersytetów (EUA). W 2024 został członkiem rady programowej Our Future Foundation.
W Akademii Leona Koźmińskiego w latach 2012–2020 pełnił funkcję Prorektora ds. Współpracy Międzynarodowej koordynując m.in. procesy związane z akredytacjami międzynarodowymi EQUIS, AMBA, AACSB, CEEMAN oraz uczestnictwo uczelni w rankingach i umowach międzynarodowych. Nadzorował również prace Działu Promocji ALK. Jest twórcą dwóch programów magisterskich – „Zarządzanie w wirtualnym środowisku” (program wyróżniony w 2013 roku przez MNiSW w konkursie na najbardziej innowacyjne programy studiów) oraz „Master in Management - Digital marketing” (program wyróżniony i dofinansowany w 2014 roku przez Fundację Rozwoju Systemu Edukacji ze środków FSS). Jest również koordynatorem merytorycznym studiów podyplomowych związanych z internetem i innowacjami:  Marketing internetowy, Handel elektroniczny, Transformacja cyfrowa biznesu. 
W swoim dorobku posiada kilkadziesiąt anglo- i polskojęzycznych rozdziałów, artykułów naukowych, książek i opracowań opublikowanych m.in. w Emerald Publishing, Routledge, European Management Journal, Business Horizons, Journal of Management Analytics, Harvard Business Review Polska. Jest autorem książki „Transformacja cyfrowa – perspektywa marketingu” (PWN, 2019) oraz redaktorem i współautorem podręcznika „E-marketing – planowanie, narzędzia i praktyka” (Poltext, 2018), wyróżnionego przez Komitet Nauk Organizacji i Zarządzania Polskiej Akademii Nauk.
W pracy naukowej, dydaktycznej i doradczej specjalizuje się w tematyce transformacji cyfrowej (digital transformation) – analizie wpływu nowoczesnych technologii cyfrowych na zarządzanie organizacją, a w szczególności problematyką: e-marketingu, e-biznesu oraz e-edukacji.
Współpracuje ze środowiskiem gospodarczym – realizował projekty doradztwa strategicznego m.in. dla  takich marek jak Nokia, Egmont, Mars, Nikon, Polpharma.

## Nagrody i wyróżnienia
Wielokrotnie nagradzany za osiągnięcia publikacyjne i naukowe. W 2014 roku wyróżniony przez Minister MNiSW Lenę Kolarską-Bobińską medalem Komisji Edukacji Narodowej za szczególne zasługi dla oświaty i wychowania. W 2015 roku wyróżniony statuetką LUMEN wręczaną dla liderów zarządzania uczelnią (kategoria: umiędzynarodowienie). W 2017 roku wyróżniony statuetką Eduinspirator (FRSE) dla osób, które działają aktywnie w obszarze edukacji, przyczyniając się do pozytywnych zmian w otoczeniu. W 2020 roku wyróżniony nagrodą Gwiazda Umiędzynarodowienia w kategorii Badania naukowe przyznawaną przez fundację „Perspektywy”. W trakcie jego kadencji, Akademia Leona Koźmińskiego była wielokrotnie uznawana za najbardziej umiędzynarodowioną szkołę wyższą w Polsce.

## Wybrane publikacje
1. Kaczorowska-Spychalska, D., Kotula, N., Mazurek, G., & Sułkowski, Ł. (2024). Generative AI as source of change of knowledge management paradigm. Human Technology, 20(1), 131–154. DOI: 10.14254/1795-6889.2024.20-1.7
2. Doanh, D. C., Dufek, Z., Ejdys, J., Ginevičius, R., Korzyński, P., Mazurek, G., Paliszkiewicz, J., Wach, K., & Ziemba, E. (2023). Generative AI in the manufacturing process: theoretical considerations. Engineering Management in Production and Services, 15(4), 76-89. DOI: 10.2478/emj-2023-0029.
3. Korzynski, P., Mazurek, G., Krzypkowska, P., & Kurasinski, A. (2023). Artificial intelligence prompt engineering as a new digital competence: Analysis of generative AI technologies such as ChatGPT. Entrepreneurial Business and Economics Review, 11(3), 25–37. DOI: 10.15678/EBER.2023.110302.
4. Wach, K., Duong, C. D., Ejdys, J., Kazlauskaitė, R., Korzynski, P., Mazurek, G. Paliszkiewicz, J., Ziemba, E. (2023). The dark side of generative artificial intelligence: A critical analysis of controversies and risks of ChatGPT. Entrepreneurial Business and Economics Review, 11(2), 7–30. DOI: 10.15678/EBER.2023.110201.
5. Korzynski, P., Mazurek, G., Altmann, A., Ejdys, J., Kazlauskaite, R., Paliszkiewicz, J., Wach, K., Ziemba, E. (2023). Generative artificial intelligence as a new context for management theories: analysis of ChatGPT Analysis of ChatGPT. Central European Management Journal. 31. DOI: 10.1108/CEMJ-02-2023-0091.
6. Mazurek, G., Małagocka, K. (2022). Personalisation of Higher Education: From Prospects to Alumni. In A. Kaplan (Ed.), "Digital Transformation and Disruption of Higher Education" (pp. 289-300). Cambridge: Cambridge University Press. DOI: 10.1017/9781108979146.028.
7. Mazurek, G., Gorska, A., Korzynski, P., Silva, S. (2022) "Social Networking Sites and Researcher’s Success", Journal of Computer Information Systems, 62:2, 259-266, DOI: 10.1080/08874417.2020.1783724.
8. Korzynski P., Mazurek G., Haenlein M. (2020). Leveraging employees as spokespeople in your HR strategy: How company-related employee posts on social media can help firms to attract new talent. European Management Journal, Volume 38, Issue 1, DOI: 10.1016/j.emj.2019.08.003
9. Mazurek G., Małagocka K. (2019), "What if you ask and they say yes? Consumers' willingness to disclose personal data is stronger than you think", Business Horizons, vol. 62, issue 6, DOI: 10.1016/j.bushor.2019.07.008.
10. Przegalinska A., Ciechanowski L., Stroz A., Gloor P., Mazurek G. (2019), "In bot we trust: A new methodology of chatbot performance measures", Business Horizons, vol. 62, issue 6, DOI: 10.1016/j.bushor.2019.08.005.
11. G. Mazurek (red.) (2018), E-marketing - planowanie, narzędzia, praktyka, Poltext, Warszawa, ISBN 978-83-8175-394-4
12. B. Siwińska, G. Mazurek (red.) (2017), Czas internacjonalizacji II. Perspektywy, priorytety, projekty, Dom Wydawniczy Elipsa, Warszawa, ISBN 978-83-8017-139-8
13. G. Mazurek, J. Tkaczyk (red.), (2016), The Impact of the Digital World on Management and Marketing, Poltext, Warszawa, ISBN 978-8389437-66-2
14. G. Mazurek (2012), Virtualization of marketing”, Contemporary Management Research, Vol.8, No.3, September 2012, p. 195-204, ISSN 1813-5498
15. G. Mazurek (2012), Znaczenie wirtualizacji marketingu w sieciowym kreowaniu wartości, Poltext, Warszawa, ISBN 978-83-7561-216-5
16. G. Mazurek (2008), Blogi i wirtualne społeczności - wykorzystanie w marketingu, Wolters Kluwer, Kraków,  ISBN 978-83-7526-620-7
17. G. Mazurek (2008), Promocja w Internecie - narzędzia, zarządzanie, praktyka, ODDK, Gdańsk, ISBN 978-83-7426-469-3
18. G. Mazurek (2009), Web 2.0 implications on marketing, Management of Organizations: Systematic Research, vol. 51, p.69-81, ISSN 1392-1142